# Stradivarius
A Stradivarius (a köznapi nyelvben Stradivari vagy egyszerűen Strad) az Antonio Stradivari és rokonai által készített hangszerek, elsősorban hegedűk neve. A Stradivarius szó eredetileg a készítő nevének latin változata.
A hangszerek kiváló hangminőségük miatt híresek. Máig sem sikerült megfejteni, hogyan lehetett ilyen jó minőségű hangszereket előállítani. Egyes elméletek szerint Stradivari egy régi templom gerendáinak fáját használta fel hangszerei alapanyagaként, de az évgyűrűk vizsgálata során ez az állítás megdőlt. Ugyanakkor már régóta próbálják vakteszteken keresztül más kiváló minőségű hegedűkkel összehasonlítani (akár Stradivari kortársaiéval), és ezek során nem találtak semmilyen különbséget sem hangzásukban, sem műszeres elemzésük során. Ennek ellenére tartja magát a hiedelem, hogy a Stradivariusok egyedülállóak.
A még egyben lévő, működőképes eredeti példányok múzeumok, világhírű művészek vagy magánszemélyek tulajdonában vannak. A Stradivariusokat minőségük miatt nehéz hamisítani: ilyen hangszereket még egyszer előállítani gyakorlatilag lehetetlen.
Minden Stradivariusnak saját neve van. Nevüket általában azon személyekről kapták, akik hosszú ideig birtokolták.
Azon „Stradok”, amelyek az 1680-as években, vagy Stradivari ún. „bresciai” időszakában (1690–1700 között) készültek, akár több százezer dollárba is kerülhetnek egy-egy aukción. Ha a hangszer Stradivari „arany időszakában” (1700–1720 között) készültek, a hangszer árának határa a csillagos ég (akár több millió dollár). Ezen hangszerek ritkán kerülnek a nyilvánosság elé. Az eddigi legdrágább Stradivarius (vagy legdrágább hangszer) egy nyilvános aukción a The Lady Blunt nevű hangszer volt, amely 1721-ben készült és 9 808 000 fontért kelt el 2005-ben. Privát eladások természetesen magasabb áron is történhetnek.
2011 novembere végén a magyar piacon felbukkant egy 1697-ből származó, „Cecília” elnevezésű Stradivari-hegedű, amely korábban az Egri érsekség tulajdonában volt – jelzése C A (Capitulum Agriense, a. m. Egri Káptalan [Érsekség]). Szőcs Gézának, az NFM kulturális államtitkárának felkérésére Zelnik István műgyűjtő megvásárolta saját Aranymúzeuma részére. A hangszert Kokas Katalin hegedűművész kapta meg 5 évi használatra. A hangszert 2011. november 30-án a budapesti Kempinski Hotelben, zártkörű koncerten mutatták be Kokas, Kelemen Barnabás és Kocsis Zoltán közreműködésével.

## Stradivari ismert hangszerei

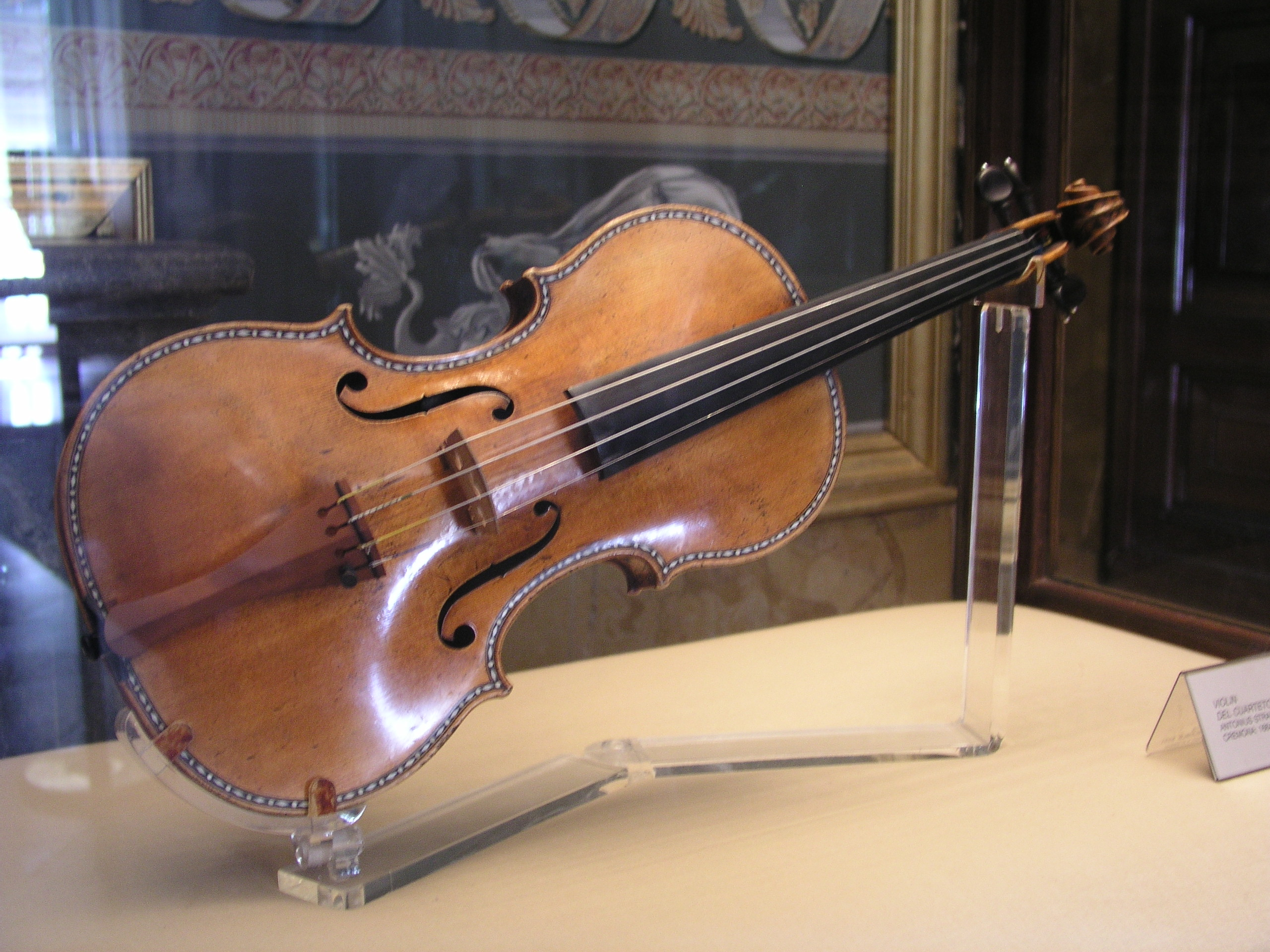
Egy hegedű a spanyol király gyűjteményéből

A két legnagyobb (mindenki számára hozzáférhető) gyűjteménnyel a spanyol király (2 hegedű, 2 cselló, 1 brácsa, és az Egyesült Államok Kongresszusi Könyvtára rendelkezik (3 hegedű, 1 cselló, 1 brácsa). Ezen kívül még a londoni Royal Academy of Music rendelkezik nagyobb gyűjteménnyel. A világon jelenleg 540 hegedűjét, 50 gordonkáját és 12 brácsáját tartják nyilván eredeti hangszerként.

### Hegedűk
(A jelenleg nyilván tartott 540 példányból alább kb. 110 nevesítve.) 
| Név                                                             | Készült | Tulajdonos                                              | Megjegyzés                                                                                   |
| Aranyi Stradivarius                                             | 1667    |                                                         |                                                                                              |
| ex Captain Saville Stradivarius                                 | 1667    |                                                         |                                                                                              |
| Amatese Stradivarius                                            | 1668    |                                                         |                                                                                              |
| Oistrack Stradivarius                                           | 1671    | David Ojsztrah által Glinka Múzeum                      | 1996-ban ellopták, de 2001-ben előkerült                                                     |
| Spanyol Stradivarius                                            | 1677    |                                                         |                                                                                              |
| Paganini-Desaint Stradivarius (Paganini-Quartett)               | 1680    | Nippon Music Foundation                                 | Kikuei Ikeda (Tokyo String Quartet) kölcsönzi                                                |
| Fleming Stradivarius                                            | 1681    | Stradivari Society, Chicago                             | Cecily Ward kölcsönzi                                                                        |
| Bucher Stradivarius                                             | 1683    |                                                         |                                                                                              |
| Cipriani Potter Stradivarius                                    | 1683    |                                                         |                                                                                              |
| Cobbett ex Holloway Stradivarius                                | 1683    |                                                         |                                                                                              |
| ex Arma Senkrah Stradivarius                                    | 1685    |                                                         |                                                                                              |
| ex Castelbarco Stradivarius                                     | 1685    |                                                         |                                                                                              |
| Auer Stradivarius                                               | 1689    | Stradivari Society, Chicago                             | Vadim Gluzman kölcsönzi                                                                      |
| Arditi Stradivarius                                             | 1689    |                                                         |                                                                                              |
| Baumgartner Stradivarius                                        | 1689    |                                                         |                                                                                              |
| Bingham Stradivarius                                            | 1690    |                                                         |                                                                                              |
| Bennett Stradivarius                                            | 1692    |                                                         |                                                                                              |
| Falmouth Stradivarius                                           | 1692    | Leonidasz Kavakosz                                      |                                                                                              |
| Baillot-Pommerau Stradivarius                                   | 1694    |                                                         |                                                                                              |
| Fetzer Stradivarius                                             | 1695    | Stradivari Society, Chicago                             | Ruggero Allifranchini kölcsönzi                                                              |
| Cecília C A (Capitulum Agriense)                                | 1697    | Aranymúzeum                                             | ötévenként más fiatal művész kapja meg, 2011-től Kokas Katalin                               |
| Cabriac Stradivarius                                            | 1698    |                                                         |                                                                                              |
| ex Baron Knoop Stradivarius                                     | 1698    |                                                         |                                                                                              |
| Lady Tennant Stradivarius                                       | 1699    |                                                         | A Christie’s 2006-os aukcióján több mint 3,5 millió amerikai dollárért kelt el (világrekord) |
| Longuet Stradivarius                                            | 1699    |                                                         |                                                                                              |
| Countess Polignac Stradivarius                                  | 1699    |                                                         |                                                                                              |
| Castelbarco Stradivarius                                        | 1699    |                                                         |                                                                                              |
| Cristiani Stradivarius                                          | 1700    |                                                         |                                                                                              |
| Taft ex Emil Heermann Stradivarius                              | 1700    |                                                         |                                                                                              |
| Dushkin Stradivarius                                            | 1701    | Stradivari Society, Chicago                             | Frank Almond kölcsönzi                                                                       |
| The Irish Stradivarius                                          | 1702    | OKO Bank, Finnland                                      | Szilvay Réka kölcsönzi                                                                       |
| Conte di Fontana Stradivarius                                   | 1702    |                                                         |                                                                                              |
| King Maximilian Joseph Stradivarius                             | um 1702 | Stradivari Society, Chicago                             | Berent Korfker kölcsönzi                                                                     |
| Lyall Stradivarius                                              | 1702    | Stradivari Society, Chicago                             | Stefan Milenkovich kölcsönzi                                                                 |
| La Rouse Boughton Stradivarius                                  | 1703    | Österreichische Nationalbank                            | Boris Kuschnir (Kopelman Quartet) kölcsönzi                                                  |
| Lady Harmsworth Stradivarius                                    | 1703    | Stradivari Society, Chicago                             | Baráti Kristóf kölcsönzi                                                                     |
| Allegretti Stradivarius                                         | 1703    |                                                         |                                                                                              |
| Alsager Stradivarius                                            | 1703    |                                                         |                                                                                              |
| Emiliani Stradivarius                                           | 1703    | Anne-Sophie Mutter                                      |                                                                                              |
| Betts Stradivarius                                              | 1704    |                                                         |                                                                                              |
| ex Marsick Stradivarius                                         | 1705    |                                                         | James Ehnes játszott rajta                                                                   |
| ex Brüstlein Stradivarius                                       | 1707    | Österreichische Nationalbank                            |                                                                                              |
| La Cathédrale Stradivarius                                      | 1707    | Stradivari Society, Chicago                             | Tamaki Kawakubo kölcsönzi                                                                    |
| Hammer Stradivarius                                             | 1707    | Kyoko Takezawa                                          |                                                                                              |
| Burstein Bagshawe Stradivarius                                  | 1708    | Stradivari Society, Chicago                             | Janice Martin kölcsönzi                                                                      |
| Duc de Camposelice Stradivarius                                 | 1708    |                                                         |                                                                                              |
| Ruby Stradivarius                                               | 1708    | Stradivari Society, Chicago                             | Leila Josefowicz és Vadim Repin is játszottak rajta                                          |
| Berlin Hochschule Stradivarius                                  | 1709    |                                                         |                                                                                              |
| Ernst Stradivarius                                              | 1709    |                                                         |                                                                                              |
| Viotti Stradivarius                                             | 1709    |                                                         |                                                                                              |
| Lord Dunn Raven Stradivarius                                    | 1710    | Anne-Sophie Mutter                                      |                                                                                              |
| ex Roederer Stradivarius                                        | 1710    |                                                         | David Grimal játszott rajta                                                                  |
| ex Vieuxtemps Stradivarius                                      | 1710    |                                                         |                                                                                              |
| Liegnitz Stradivarius                                           | 1711    |                                                         |                                                                                              |
| Boissier Stradivarius                                           | 1713    |                                                         |                                                                                              |
| Gibson ex Hubermann Stradivarius                                | 1713    | Joshua Bell                                             |                                                                                              |
| Cremonese ex Joachim Stradivarius                               | 1714    | Royal Academy of Music                                  |                                                                                              |
| Soil Stradivarius                                               | 1714    | Itzhak Perlman                                          |                                                                                              |
| ex Berou ex Thibaud Stradivarius                                | 1714    |                                                         |                                                                                              |
| Le Maurien Stradivarius                                         | 1714    |                                                         | 2002-ben lába kélt, azóta se került elő                                                      |
| Leonora Jackson Stradivarius                                    | 1714    |                                                         |                                                                                              |
| Lipinski Stradivarius                                           | 1715    |                                                         | 1962 óta nem találják                                                                        |
| Titian Stradivarius                                             | 1715    |                                                         |                                                                                              |
| Alard Stradivarius                                              | 1715    |                                                         |                                                                                              |
| ex Bazzini Stradivarius                                         | 1715    |                                                         |                                                                                              |
| Cessole Stradivarius                                            | 1715    |                                                         |                                                                                              |
| Berthier Stradivarius                                           | 1716    |                                                         |                                                                                              |
| Booth Stradivarius                                              | 1716    | Nippon Music Foundation                                 | Julia Fischer játszott rajta                                                                 |
| Colossus Stradivarius                                           | 1716    |                                                         | 1998 eltűnt, nincs róla hír azóta se                                                         |
| Monasterio Stradivarius                                         | 1716    |                                                         |                                                                                              |
| Provigny Stradivarius                                           | 1716    |                                                         |                                                                                              |
| Messiah Stradivarius                                            | 1716    |                                                         |                                                                                              |
| ex Windsor Weinstein Stradivarius                               | 1716    | The Canada Council for the Arts Musical Instrument Bank |                                                                                              |
| ex Wieniawski Stradivarius                                      | 1717    |                                                         |                                                                                              |
| Sasserno Stradivarius                                           | 1717    | Nippon Music Foundation                                 | Viviane Hagner kölcsönzi                                                                     |
| Firebird ex Saint Exupéry Stradivarius                          | 1718    | Salvatore Accardo                                       |                                                                                              |
| San Lorenzo Stradivarius                                        | 1718    |                                                         | David Garret játszott rajta                                                                  |
| Madrileño Stradivarius                                          | 1720    |                                                         |                                                                                              |
| ex Beckerath Stradivarius                                       | 1720    |                                                         |                                                                                              |
| Artot Stradivarius                                              | 1722    |                                                         |                                                                                              |
| Jupiter Stradivarius                                            | 1722    | Nippon Music Foundation                                 | Midori Goto kölcsönzi                                                                        |
| Laub Petschnikoff Stradivarius                                  | 1722    |                                                         |                                                                                              |
| Jules Falk Stradivarius                                         | 1722    | Viktoria Mullova                                        |                                                                                              |
| Kiesewetter Stradivarius                                        | 1723    | Stradivari Society, Chicago                             | Stefan Jackiw kölcsönzi                                                                      |
| Le Sarastre Stradivarius                                        | 1724    | Real Conservatorio Superior de Música, Madrid           |                                                                                              |
| Brancaccio Stradivarius                                         | 1725    |                                                         |                                                                                              |
| Barrere Stradivarius                                            | 1725    | Stradivari Society, Chicago                             | Janine Jansen kölcsönzi                                                                      |
| Davidoff Morini Stradivarius                                    | 1727    |                                                         | 1995-ben eltűnt                                                                              |
| ex General Dupont Stradivarius                                  | 1727    |                                                         |                                                                                              |
| Holroyd Stradivarius                                            | 1727    |                                                         |                                                                                              |
| Kreutzer Stradivarius                                           | 1727    | Maxim Vengerov                                          | Rodolphe Kreutzerről kapta a nevét                                                           |
| Hart ex Francescatti Stradivarius                               | 1727    | Salvatore Accardo                                       |                                                                                              |
| Paganini Comte Cozio di Salbue Stradivarius (Paganini Quartett) | 1727    | Nippon Music Foundation                                 | Martin Beaver (Tokyo String Quartet) kölcsönzi                                               |
| Benny Stradivarius                                              | 1729    | Jack Benny                                              | Los Angeles Philharmonic Associationtól örökölve                                             |
| Lady Jeanne                                                     | 1731    | Donald Kahn Foundation                                  | Benjamin Schmid kölcsönzi                                                                    |
|                                                                 | 1731    | Magyar Állam                                            | Komlós Péter használja, 1987 óta                                                             |
| Herkules Stradivarius                                           | 1732    | Eugène Ysaÿe-hoz tartozott                              | 1908-ban ellopták, nem került elő                                                            |
| Des Rosiers Stradivarius                                        | 1733    |                                                         |                                                                                              |
| Rode Stradivarius                                               | 1733    |                                                         |                                                                                              |
| Ames Stradivarius                                               | 1734    |                                                         | eltűnt                                                                                       |
| ex Baron von Feilitzsch Stradivarius                            | 1734    |                                                         |                                                                                              |
| Habeneck Stradivarius                                           | 1734    | Royal Academy of Music                                  |                                                                                              |
| Lamoureux Stradivarius                                          | 1735    |                                                         | eltűnt                                                                                       |
| Muntz Stradivarius                                              | 1736    |                                                         |                                                                                              |
| Comte d'Amaille Stradivarius                                    | 1737    |                                                         |                                                                                              |
| Lord Norton Stradivarius                                        | 1737    |                                                         |                                                                                              |
| Swan Song Stradivarius                                          | 1737    |                                                         |                                                                                              |

### Mélyhegedűk
12 Stradivari-brácsa létezik.
| Név                                                   | Készült | Tulajdonos              | Megjegyzés                                        |
| Archinto Stradivarius                                 | 1667    | Royal Academy of Music  |                                                   |
| Paganini Mendelssohn Stradivarius (Paganini-Quartett) | 1731    | Nippon Music Foundation | Kazuhide Isomura (Tokyo String Quartet) kölcsönzi |

### Gordonkák
Antonio Stradivari élete alatt 70–80 darab csellót készített, ebből 50 épen fennmaradt.
| Név                                                 | Készült | Tulajdonos                         | Megjegyzés |
| General Kyd ex Leo Stern Stradivarius               | 1684    | Los Angeles Philharmonic Orchestra | 2004. április 27-én a cselló-szólamvezető házából ellopták a hangszert, majd egy család egy szemetesben megtalálta, és CD-tartót akart készíteni belőle, még mielőtt az értékére rájöttek volna. 3 héttel később visszakerült tulajdonosához. |
| Barjanski Stradivarius                              | 1690    |                                    | Julian Lloyd Webber játszott rajta |
| Bonjour Stradivarius                                | 1696    | Abel Bonjour                       | Kaori Yamagami kölcsönzi |
| Lord Aylesford Stradivarius                         | 1696    | Nippon Music Foundation            | 1950 és 1965 között Starker János játszott rajta |
| Castelbarco Stradivarius (Cello)                    | 1697    |                                    | |
| Servais Stradivarius                                | 1701    |                                    | Anner Bylsma játszott rajta; egy igen nagy hangszer, valószínűleg mélyebb hangolással használták eredetileg. Ebbe a hangszerbe raktak először tüskét (1850 körül).                                                                            |
| Paganini Countess of Stanlein Stradivarius          | 1707    | Bernard Greenhouse                 | nem összekeverendő a Paganini-Ladenburg-Cello-val a Paganini-Quartettből |
| Gore Booth Stradivarius                             | 1710    |                                    | |
| Duport Stradivarius                                 | 1711    | Msztyiszlav Rosztropovics          | |
| Davidov                                             | 1712    | Yo-Yo Ma                           | Karl Davidoff után nevezték el, aki Csajkovszkij szerint a csellisták cárja volt; előtte Jacqueline du Pré tulajdonában volt |
| Batta Stradivarius                                  | 1714    | Gregor Piatigorsky                 | |
| Becker Stradivarius                                 | 1719    |                                    | |
| Piatti Stradivarius                                 | 1720    |                                    | |
| Baudiot Stradivarius                                | 1725    | Gregor Piatigorsky                 | |
| De Munck ex Feuermann Stradivarius                  | 1730    | Nippon Music Foundation            | Steven Isserlis kölcsönzi |
| Braga                                               | 1731    |                                    | |
| Paganini Ladenburg Stradivarius (Paganini-Quartett) | 1736    | Nippon Music Foundation            | Clive Greensmith (Tokyo String Quartet) kölcsönzi |

### Gitárok
2 gitár egyben, egy darabjaiban maradt fenn.
| Név                  | Készült        | Tulajdonos | Megjegyzés |
| Hill Stradivarius    | 1680 vagy 1688 |            |            |
| Rawlins Stradivarius | 1700           |            |            |

### Hárfák
Stradivari életművéből összesen egy hárfa maradt fenn.

## Stradivarik megjelenése a kultúrában
A fiktív detektív, Sherlock Holmes rendelkezett egy Stradivari-hegedűvel, ill. I. Napóleon a Duport nevű csellóval (amelyik sajnos eltört, amikor Napóleon játszani akart rajta). A Halálos rémületben c. James Bond filmben is igen fontos szerepet játszik.

## Fordítás
- Ez a szócikk részben vagy egészben  az   Antonio Stradivari című német Wikipédia-szócikk fordításán alapul.  Az eredeti cikk szerkesztőit annak laptörténete sorolja fel. Ez a jelzés csupán a megfogalmazás eredetét és a szerzői jogokat jelzi, nem szolgál a cikkben szereplő információk forrásmegjelöléseként.